# Zielona Latarnia: Szmaragdowi wojownicy
Zielona Latarnia: Szmaragdowi wojownicy (ang. Green Lantern: Emerald Knights) – pełnometrażowy film animowany z 2011 roku w reżyserii Lauren Montgomery, Christopher Berkeley i Jay Oliva w oparciu o postaciach występujących w świecie DC Comics.

## Fabuła
Przez portal formujący się w słońcu domowej planety Korpusu Zielonych Latarni Oa, do tego wszechświata przybywa Krona, pradawny wróg Strażników Wszechświata, skazany na egzystencję w wszechświecie antymaterii. Nowo przyjęty rekrut Arisia Rrab ma wątpliwości co do swojego udziału w Korpusie. Hal Jordan opowiada jej historie o innych Zielonych Latarniach by pokazać jej, że nie wszystko jest takie na jakie wygląda.

### Pierwsza Latarnia
Hal opowiada Arisii o rozdaniu pierwszych pierścieni mocy. Przez przypadek jeden z nich wybiera skrybę Avr, który nie jest wojownikiem. W nadchodzącej walce ginie jeden z wybranych wojowników, pozostali tracą wiarę w użyteczność pierścieni, jednak Avr nie traci wiary. Jego wola tworzy pierwszy konstrukt z zielonego światła, czyniąc go pierwszą Zieloną Latarnią.

### Kilowog
Arisia jest przerażona Kilowogiem. Hal opowiada jej historię o sierżancie szkoleniowym Deeganie, który nie za dobrze traktował świeżych rekrutów Korpusu. Zostaje on wraz z grupą rekrutów (w tym i Kilowog) wysłany na misję ratunkową. W trakcie misji Deegan zostaje śmiertelnie ranny, a Kilowog odpiera atak najeźdźców. W ostatnich swoich słowach Deegan mówi Kilowogowi, że każda Zielona Latarnia musi czasem dać z siebie wszystko, aż do granic.

### Laira
Laira jest córką władcy planety, która właśnie dokonała agresywnego ataku na sąsiednią planetę. Laira wraca do domu, by wyjaśnić sprawę. Toczy walkę ze swoją macochą i bratem, by w końcu stanąć twarzą w twarz z własnym ojcem. Po krótkiej rozmowie dowiadujemy się jak Laira została wybrana przez pierścień na Zieloną Latarnię. W końcu stają przeciwko sobie w walce, którą tylko jedno z nich przeżyje.

### Mogo się nie socjalizuje
Bolphunga Nieustraszony toczy walki z każdym dzielnym wojownikiem w galaktyce, by stać się najlepszym spośród nich. Po ostatniej walce już prawie ogłasza się najlepszym, ale słyszy o lepszym od niego wojowniku, niepokonanym jak do tej pory i do tego, ów wojownik jest Zieloną Latarnią, o Mogo.
Po dotarciu na odległą niezaludnioną planetę, całą pokrytą zielenią, gdzie może znajdować się Mogo, Bolphunga rozpoczyna jego poszukiwania. Sensory jego statku wykrywają energię Zielonych Latarni. Po kilku miesiącach bezowocnych poszukiwać Bolphunga detonuje bomby na całej planecie, by czujnikami zlokalizować Mogo. W tym momencie Bolphunga rozumie, dlaczego nie mógł znaleźć swojego przeciwnika. Zieloną Latarnię, zwaną Mogo, jest... cała planeta. Bolphunga jest przerażony i próbuje bezowocnie uciec z planety.

### Abin Sur
Abin Sur został zaatakowany przez Atrocitusa, który pragnie zniszczenia Korpusu Zielonych Latarni i który uważa, że jest w stanie rozmawiać z przeznaczeniem. Pierścień Abina wymaga naładowania, a Atrocitus pragnie jego śmierci. Po krótkiej chwili do walki dołącza Sinestro, który przeważa skalę zwycięstwa. Abin odstawia Atrocitusa do jego więzienia, z którego uciekł, jednak wcześniej Abin słyszy od niego przepowiednię przyszłości, o powstanie Korpusu Żółtych Latarni i końcu Zielonego Korpusu.

### Szmaragdowi Wojownicy
W końcu Krona wszedł do wszechświata materii. Po krótkiej walce Korpus musi się wycofać, by wcielić w życie plan Arisii. Niestety Krona okazuje się nadal za mocnym przeciwnikiem. Wszystko się zmienia, gdy Mogo włącza się do walki.

## Obsada
- Nathan Fillion jako Hal Jordan
- Jason Isaacs jako Sinestro
- Elisabeth Moss jako Arisia Rrab
- Henry Rollins jako Kilowog
- Arnold Vosloo jako Abin Sur
- Tony Amendola jako Kentor, Appa Ali Apsa (niewymieniony)
- Steven Blum jako Kloba Vud, Palaqua (niewymieniony), Ranakar (niewymieniony), G'Hu (niewymieniony), dodatkowe głosy
- Grey DeLisle jako Ree'Yu, Ardakian Trawl (niewymieniona), Boodikka (niewymieniona)
- Kelly Hu jako Laira
- Michael Jackson jako Ganthet
- Peter Jessop jako Salaak
- David Kaufman jako Rubyn
- Sunil Malhotra jako Bolphunga's Ship
- Roddy Piper jako Bolphunga
- Jane Singer jako Wachet
- James Arnold Taylor jako Tomar-Re
- Bruce Thomas jako Atrocitus
- Mitchell Whitfield jako Avra
- Wade Williams jako Deegan
- Gwendoline Yeo jako Blu
- Bruce Timm jako Galius Zed (niewymieniony)

## Wersja polska (lektor)
Dystrybucja na terenie Polski: Galapagos Films

Udźwiękowienie: Dubbfilm

Tekst: Katarzyna Kaczan-Borowska

Czytał: Piotr Borowiec